# Sergei Walentinowitsch Sosnowski

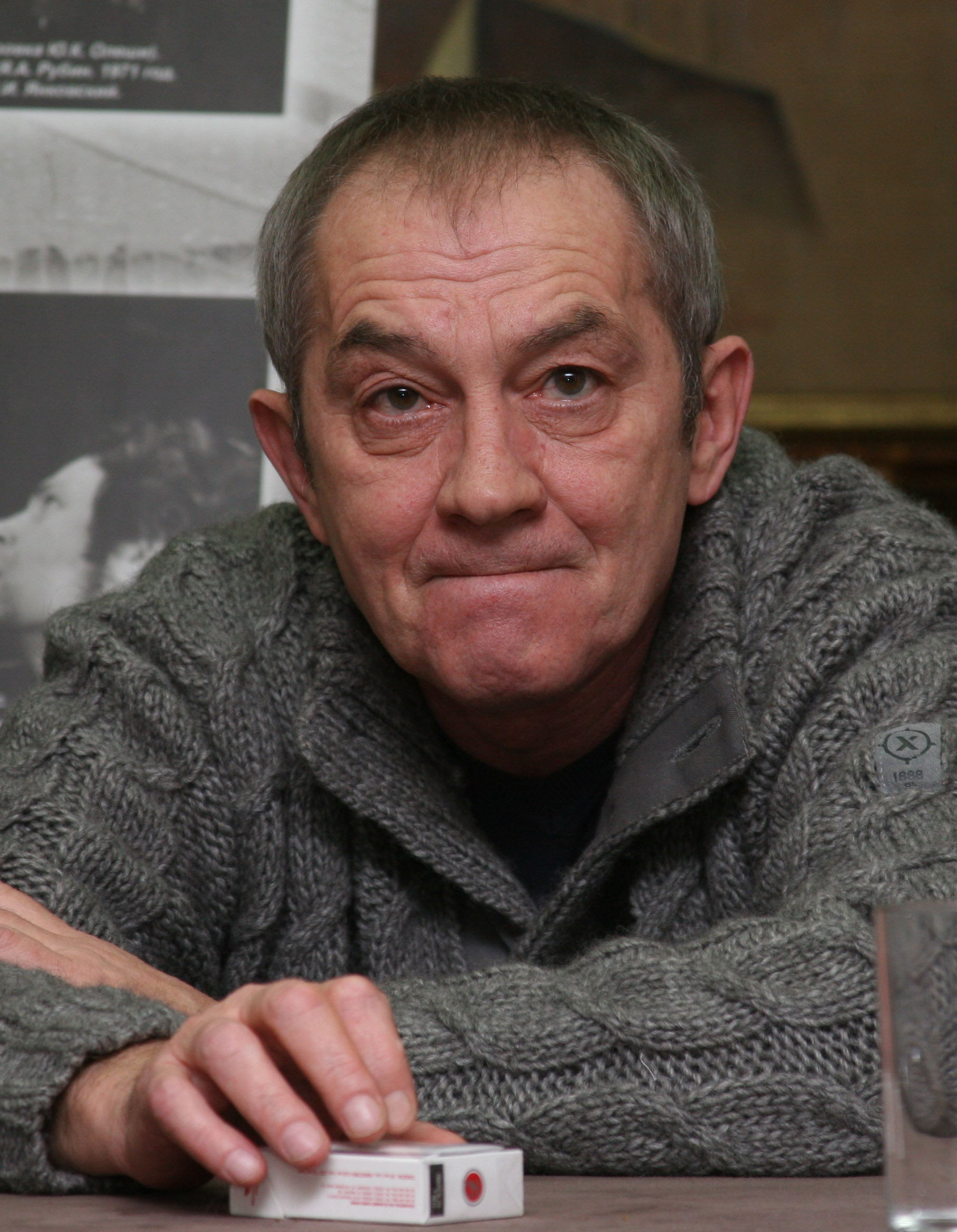
Sergei Walentinowitsch Sosnowski (2011)

Sergei Walentinowitsch Sosnowski (russisch Сергей Валентинович Сосновский, wiss. Transliteration Sergej Valentinovič Sosnovskij; * 1. Januar 1955 in Mokruscha, Region Krasnojarsk, RSFSR, Sowjetunion; † 3. Juli 2022 in Moskau) war ein russischer Theater - und Filmschauspieler.

## Leben
Sosnowski wurde am 1. Januar 1955 in dem Dorf Mokruscha im Rajon Kansk in der Region Krasnojarsk geboren. Er bekam 1977 einen Abschluss am Theaterinstitut des Staatlichen Konservatoriums in Saratow. Er sammelte erste schauspielerische Erfahrungen am Saratower Jugendtheater. Später beschloss er, in Sibirien ein eigenes Theater zu gründen, wurde aber vom Direktor des Drama-Theaters Saratow abgefangen, der ihn dazu überreden konnte zu bleiben. Seit 2004 ist er ebenfalls am Tschechow-Kunsttheater Moskau tätig.
Er war außerdem als Schauspieler für Fernseh- und Filmproduktionen tätig. 2013 übernahm er eine Nebenrolle in dem Katastrophenfilm Metro – Im Netz des Todes. Von 2015 bis 2020 verkörperte er die Rolle des Wadim Michailowitsch Bergitsch in der Mini-Serie Metod. Von 2018 bis 2020 war er in insgesamt 16 Episoden der Fernsehserie Better Than Us in der Rolle des Alexei Stepanowitsch Lossew zu sehen.
Sosnowski starb am 3. Juli 2022 in Moskau an einer schweren Krankheit. Er wurde 67 Jahre alt.

## Filmografie (Auswahl)
- 2004: My Step Brother Frankenstein (Moi swodny brat Frankenschtein / Мой сводный брат Франкенштейн)
- 2008: Yuri’s Day (Jurjew den / Юрьев день)
- 2008: Phantom Commando – Die Rückkehr (Den «D» / День «Д»)
- 2008: Tri woksala – Tri sestry
- 2010: Nano-love (Nanoljubow / Нанолюбовь) (Fernsehserie)
- 2010: Live! (Schit / Жить)
- 2011: My dad Baryshnikov (Moi papa Baryschnikow / Мой папа Барышников)
- 2011: Towarischtschi polizeiskije (Товарищи полицейские) (Fernsehserie, 7 Episoden)
- 2012: Raswod (Развод) (Fernsehserie)
- 2013: Wosmidesjatyje (Восьмидесятые) (Fernsehserie, 2 Episoden)
- 2013: Metro – Im Netz des Todes (Metro / Метро)
- 2013: Delo tschesti (Дело чести) (Fernsehserie)
- 2013: Schuler (Шулер) (Fernsehserie)
- 2014: Kuprin. Pojedinok (Куприн. Поединок) (Mini-Serie, 4 Episoden)
- 2014: The Lower Depths (Na dne / На дне)
- 2014: Gospoda-towarischtschi (Господа-товарищи) (Fernsehserie, 8 Episoden)
- 2015–2020: The Method (Metod / Метод) (Mini-Serie, 10 Episoden)
- 2016: The Champions: Faster. Higher. Stronger (Tschempiony: Bystreje. Wysche. Silneje / Чемпионы: Быстрее. Выше. Сильнее)
- 2017: The Departed (Gorod / Город) (Fernsehserie)
- 2017: Trotzki (Trozki / Троцкий) (Mini-Serie, 7 Episoden)
- 2017: Passion (Strast / Страсть) (Mini-Serie)
- 2018: Po tu storonu smerti (По ту сторону смерти) (Fernsehserie, 4 Episoden)
- 2018: The Factory (Sawod / Завод)
- 2018–2019: Better Than Us (Lutschsche, tschem ljudi / Лучше, чем люди) (Fernsehserie, 16 Episoden)
- 2019: Prizhok Bogomola (Pryschok Bogomola / Прыжок Богомола) (Fernsehfilm)
- 2019: Dans le port de Cap-town (W Keiptaunskom portu ... / В Кейптаунском порту ...)
- 2019: Odessa (Одесса)
- 2020: Posledni w rodu (Fernsehfilm)
- 2020: One Breath (Odin wdoch / Один вдох)
- 2020: Games People Play (Besopasnyje swjasi / Безопасные связи) (Fernsehserie, 8 Episoden)
- 2020: Exclusion Zone (Sapretnaja sona / Запретная зона)
- 2020: Doctor Lisa (Doktor Lisa / Доктор Лиза)
- 2020: Run (Beg / Бег)